# Bicyclus cottrelli
Bicyclus cottrelli je leptir iz porodice šarenaca. Žive u DR Kongu, Angoli, Tanzaniji, Zambiji, Malaviju i sjevernom Zimbabveu.  Stanište im se sastoji od priobalnih šuma i travnatih područja na rubovima šuma.
Odrasli su na krilu tijekom cijele godine. Kod ove je vrste zabilježena sezonalna polifenija.